# Kryterium uplastycznienia
Kryterium uplastycznienia albo inaczej warunek plastyczności umożliwia w wypadku złożonego stanu naprężenia określenie czy materiał przekroczył granicę plastyczności.
Bardziej znane warunki:
- kryterium HMH (Hubera-Misesa-Hencky'ego)
- kryterium Druckera-Pragera
- kryterium Mohra-Coulomba

Kryterium uplastycznienia jest często tożsame z hipotezą wytężeniową, gdyż dla pewnej grupy materiałów osiągnięcie granicy plastyczności oznacza zniszczenie materiału.